# امید منصوری
امید منصوری (زادهٔ ۲ اردیبهشت ۱۳۷۷ در بجنورد) بازیکن فوتبال اهل ایران است که در پست دفاع برای دریا کاسپین بابل در لیگ آزادگان بازی می‌کند.

## دوران باشگاهی

### پدیده
وی اولین بازی خود در لیگ برتر خلیج فارس را در هفته بیست و دوم لیگ برتر فوتبال ایران ۹۹–۱۳۹۸، مقابل باشگاه فوتبال ذوب آهن اصفهان انجام داد.